# استان ارتفاعات غربی
ارتفاعات غربی یکی از استان های کشور پاپوآ گینه نو می باشد. مرکز استان مونت هاگن است. مساحت این استان ۴٬۳۰۰ کیلومتر مربع و ۲۵۴٬۲۲۷ نفر جمعیت (طبق سرمشاری سال ۲۰۰۰ میلادی) دارد. استان ارتفاعات غربی ، بعد از استان منطقه پایتخت ، بیشترین تراکم جمعیت را دارا می باشد. دو محصول کشاورزی مهم این استان چای و قهوه می باشد.

## تقسیمات
بعد از جداشدن از استان جیواکا ، اکنون این استان از ۴ منطقه تشکیل شده‌است و این منطقه‌ها در مجموع دارای ۹ فرمانداری محلی هستند. لازم به ذکر است که هر فرمانداری محلی، در زمان آمار گیری به چند بخش تقسیم می‌شود.
| منطقه               | مرکز منطقه | نام فرمانداری محلی                 |
| ------------------- | ---------- | ---------------------------------- |
| منطقه دئی           | دئی        | فرمانداری محلی روستایی موگلامپ     |
| منطقه دئی           | دئی        | فرمانداری محلی روستایی کوتنا       |
| منطقه مونت هاگن     | مونت هاگن  | فرمانداری محلی روستایی مونت هاگن   |
| منطقه مونت هاگن     | مونت هاگن  | فرمانداری محلی شهری مونت هاگن      |
| منطقه مول-بائییر    | بائییر     | فرمانداری محلی روستایی بائییر      |
| منطقه مول-بائییر    | بائییر     | فرمانداری محلی روستایی لوموسا      |
| منطقه مول-بائییر    | بائییر     | فرمانداری محلی روستایی مول         |
| منطقه تامبول-نبیلیر | نبیلیر     | فرمانداری محلی روستایی مونت گیلووه |
| منطقه تامبول-نبیلیر | نبیلیر     | فرمانداری محلی روستایی نبلییر      |